# Buug Natural Biotic Area
Die Buug Natural Biotic Area liegt in der Provinz Zamboanga del Sur auf den Philippinen. Es wurde durch den Präsidentenerlass Nr. 63 am 22. Dezember 1998 eingerichtet. Das Naturschutzgebiet liegt im Verwaltungsgebiet der Stadtgemeinde Buug, ca. 56 km südwestlich der Provinzhauptstadt Pagadian City und kann über den Maharlika Highway erreicht werden. Die Buug Natural Biotic Area liegt in einer gebirgigen Region, die bis zu 500 Meter über dem Meeresspiegel aufsteigt. Es umfasst eine Fläche von 1.095 Hektar und eine umlaufende Pufferzone von 470 Hektar Größe. Um das Naturschutzgebiet zu schützen, sind Bergbauaktivitäten untersagt.